# 马克-安德烈·哈梅林
马克-安德烈·哈梅林（英語：Marc-André Hamelin，1961年9月5日—），加拿大钢琴家、作曲家。
哈梅林以发掘小众、冷门作曲家的高难度曲目而知名，例如二十世纪初的作曲家欧恩斯坦、罗斯拉维茨、卡托瓦，钢琴作曲家戈多夫斯基、阿尔康、索拉布吉、卡普斯京、梅特纳、热夫斯基等等。

## 早年
马克-安德烈·哈梅林出生于魁北克蒙特利尔市，其父亲是一名业余爱好钢琴的药剂师，哈梅林五岁开始学习钢琴，先后就读于樊尚·丹第音乐学校和天普大学。1985年获得卡内基音乐厅国际美国音乐比赛（Carnegie Hall International American Music Competition）冠军。

## 評價
哈梅林因其独特的原创风格和高超演奏技术而被哈罗德·C·勋伯格称为“超级技术家”（super-virtuoso）。

## 獲獎與榮譽
- 分别于2003年和2004年获颁加拿大勋章及魁北克勋章（法语：Ordre national du Québec）。

## 作品節選

### 商業錄音
哈梅林的大多数录音作品由亥伯龙唱片出版，他的唱片《肖邦练习曲研究》于2000年获留声机奖，唱片《阿尔康钢琴独奏协奏曲》于2008年获朱诺奖。以下，列出哈梅林的部分錄音作品：
- . London: Hyperion. 2015. 68029.
- 《钢琴小调练习曲集》（12 Études in All the Minor Keys，1986－2009年）
- 钢琴组曲《带着最亲密的感觉》（Con Intimissimo Sentimento，1986－2000年）
- 自动演奏钢琴作品《马戏团加洛普舞曲》（Circus Galop，1994年）
- 《三小号序曲》（Fanfares for three trumpets，2003年）
- 《帕格尼尼主题变奏》（Variations on a theme of Paganini，2011年）